# Ultima Online: Mondain's Legacy
Ultima Online: Mondain's Legacy est le septième extension du MMORPG Ultima Online publié le 30 août 2005 par la compagnie EA Games. L'extension est principalement consacré sur la seconde race du jeu, les elfes.

## Spell weaving
Le spell weaving est une aptitude qui permet à celui qui la pratique (l'arcaniste) d'utiliser les forces de la nature à son avantage. 
L'aptitude comporte 16 sorts différents :
- Arcane Circle :

Permet à l'évocateur d'améliorer la puissance des effets du spell weaving grâce à la présence de d'autres arcanistes. 
- Gift of Renewal :

Permet à l'évocateur de se régénérer et de se soigner du poison.
- Immolating Weapon :

Ajoute des dommages de feu à l'arme de l'évocateur.
- Attune Weapon :

Les dommages infligés par l'arme de l'adversaire sont réduits de moitié.
- Thunderstorm :

Un puissant orage frappe rapidement l'adversaire et lui inflige des dommages.
- Nature’s Fury :

Permet d'empoisoinner l'adversaire en invoquant un nuage d'insectes venimeux.
- Summon Fey :

Invoque un être féerique (fey) pour combattre et protéger l'évocateur.  (s'active en terminant une quête)
- Summon Fiend :

Invoque une créature (fiend) pour combattre et protéger l'évocateur. (s'active en terminant une quête)
- Reaper Form :

Transforme l'évocateur en Reaper, une créature ayant la forme d'un arbre.
- Wildfire :

Une déflagration qui affecte n'importe qui autour de l'évocateur.
- Essence of Wind :

Un puissant vent froid affecte n'importe qui autour de l'évocateur.
- Dryad Allure :

Permet à l'évocateur de charmer et de contrôler les êtres humanoïdes (à l'exception des joueurs).
- Ethereal Voyage :

Permet à l'évocateur de prendre une forme translucide et moins visible à la vue des autres.
- Word of Death :

Permet de tuer une créature dont les points de vie sont de 5 % à 30 % inférieurs aux points de vie maximums.     
- Gift of Life :

Permet à l'évocateur de se faire revivre ainsi que ses créatures.
- Arcane Empowerment :

Augmente la puissance des dommages et des soins magiques de l'évocateur.

## Heartwood
Heartwood est la seule ville consacrée aux elfes dans Ultima Online. Celle-ci est construite sur les branches d'un arbre géant dont l'endroit où il se situe est encore inconnue. L'unique accès de la ville est par un portail situé au centre du village de Yew.

## Les donjons
- Palace of Paroxysmus :

Long tunnel simple presque entièrement recouvert d'un mucus verdâtre où réside à l'extrémité la créature la plus puissante de Mondain's Legacy. L'objet Acid Proof Rope est prérequis pour entrer dans ce donjon.
- Twisted Weald :

Divisée en trois régions: un marais, un désert et une brousse. L'entrée du donjon se situe dans une caverne et une quête est nécessaire pour pouvoir y entrer.
- Blighted Grove :

Un vaste marais situé autour des racines géantes d'un des plus vieux arbres de Britannia.
- Bedlam :

Une ancienne académie de nécromanciens abandonnée laissant derrière eux une trainée d'ignobles créatures.
- Prism of Light :

Une vaste caverne d'où regorge un nombre incalculable de cristaux.
- Painted Caves :

Petite grotte reconnue pour ses nombreux dessins à l'allure préhistorique peints sur les pierres et les murs.
- Labyrinth :

Une ancienne cité de Malas qui fut découverte après une avalanche. Elle est actuellement habitée par de nombreux monstres mais la cité presque entièrement intacte reste tout de même une importante découverte archéologique.
- Sanctuary :

Ruines d'une vaste ville sur une montagne où l'anarchie règne. Celle-ci est habitée par des humains et des elfes corrompues ainsi que de nombreux monstres.